# Конарско
Конарско (болг. Конарско) — село в Благоевградской области Болгарии. Входит в состав общины Якоруда. Находится примерно в 4 км к юго-востоку от центра города Якоруда и примерно в 51 км к востоку от центра города Благоевград. По данным переписи населения 2011 года, в селе  проживало 968 человек.

## Население
| Год     | 1956 | 1965 | 1975 | 1985 | 1992 | 2001 | 2011 |
| ------- | ---- | ---- | ---- | ---- | ---- | ---- | ---- |
| Жителей | 1222 | 1513 | 1007 | 976  | 968  | 997  | 968  |

| Национальность  | Человек | Процент |
| --------------- | ------- | ------- |
| болгары         | 26      | 7,81%   |
| турки           | 146     | 43,84%  |
| другие          | 32      | 9,61%   |
| не определились | 129     | 38,74%  |
| Всего ответов   | 333     |         |

|  |